# Skróty i skrótowce używane w NATO – R
- R
  - Recon – samolot rozpoznawczy
  - Restricted Area – obszar zastrzeżony

- RAC – Regional Air Commander – regionalny dowódca sił powietrznych
- RADC – Regional Air Defence Commander – regionalny dowódca obrony powietrznej
- ROLAC – Regional Organization of Liaison for Allocation of Circuits – Regionalna Organizacja Łącznikowa ds. Obwodów
- RALCC – Regional Airlift Co-ordination Centre – regionalny ośrodek koordynacji transportu powietrznego
- RAOC – Regional Air Operations Centre – regionalny ośrodek dowodzenia działaniami powietrznymi
- RAP
  - Recognized Air Picture
    - jednolite zobrazowanie sytuacji powietrznej
    - obraz rozpoznanej sytuacji powietrznej
    - uogólniony obraz sytuacji powietrznej

  - Reliable Acoustic Path – wiarygodna ścieżka akustyczna
- RAS
  - Radar Advisory Service – radiolokacyjna służba doradcza
  - Replenishment At Sea – uzupełnienie zapasów na morzu

- RC
  - Regional Command – dowództwo regionalne
  - Regional Commander – dowódca regionalny
- RCC – Rescue Co-ordination Centre – ośrodek koordynacji ratownictwa

- RDPS – Radar Data Processing System – system przetwarzania danych radiolokacyjnych

- RECCE – Reconnaissance – rozpoznanie
- RECCO – Reconnaissance – rozpoznanie
- RECON – Reconnaissance – rozpoznanie
- RECONEX – Reconnaissance Exercise – ćwiczenia rozpoznania
- REGT – Regiment – pułk

- RFA – Restricted-Fire Area – obszar ograniczonego ostrzału
- RFAS – Reaction Forces Air Staff – sztab komponentu powietrznego sił szybkiego reagowania

- RGT – Regiment – pułk

- RIPL – Reconnaissance And Interdiction Planning Line – linia koordynacji rozpoznania i izolacji
- RIS – Radar Information Service – radiolokacyjna służba informacji powietrznej
- RISTA – Reconnaissance, Intelligence, Surveillance, And Target Acquisition
  - rozpoznanie, wywiad, obserwacja i wskazywanie celów
  - rozpoznanie, wywiad, obserwacja i przechwytywanie celów

- RMP – Recognised Maritime Picture – jednolite zobrazowanie sytuacji morskiej

- RNP – Required Navigation Performance – wymagana dokładność nawigacji

- ROA – Radius Of Action – promień działania
- ROE – Rules Of Engagement – reguły użycia siły
- ROZ – Restricted Operations Zone – zastrzeżona strefa działań

- RPC – RAP Production Centre – ośrodek produkcji RAP
- RPV – Remotely Piloted Vehicle – zdalnie sterowany aparat bezpilotowy

- RRF – Rapid Reaction Force – siły szybkiego reagowania
- RRP – Remote Radar Post – wysunięty posterunek radiolokacyjny

- RS – Readiness State – stan gotowości
- RSC – Readiness State Categories – kategorie stanów gotowości
- RSN – Role Specialist Nation – państwo wyspecjalizowane

- RTF – Ready To Fvire – gotowy do otwarcia ognia
- RTM – Ready To Move – gotowy do wymarszu

- RWR – Radar Warning Receiver – odbiornik ostrzegający o opromieniowaniu przez radiolokator